# Цькування людини
Нацькування людей (англ. Human-baiting) — кривавий вид спорту, який передбачає цькування собак проти людей. Відомо щонайменше три задокументовані випадки цькування людей, і всі вони мали місце в Англії в ХІХ столітті.

## Джентльмен і бульдог

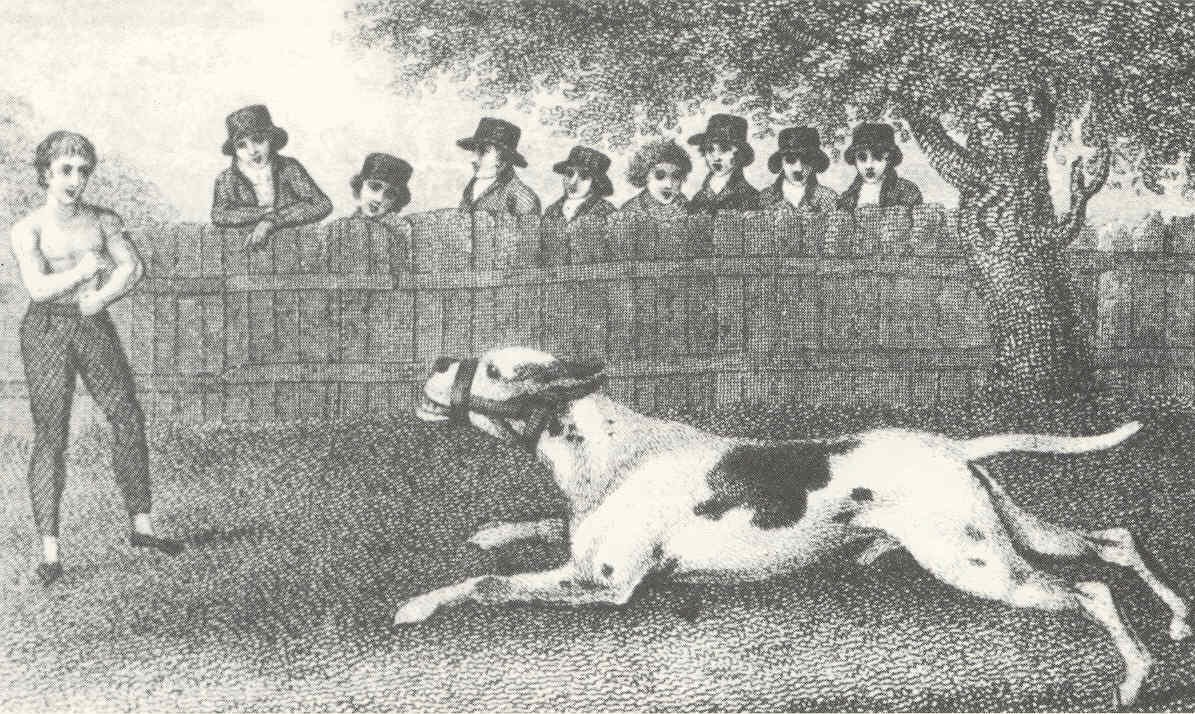
Джентльмен і бульдог (близько 1807)

Спортивний журнал, вип. XVIII, задокументовано бійку між партіями, названими просто Джентльменом і Бульдогом Sporting Times також повідомила про цей бій, який стався в 1807 році. Історія ілюструє результат бою великого, схожого на мастифа, пса зі своїм супротивником. Незважаючи на те, що собака був у наморднику, він переміг.
Деякий час тому відбулася бійка між чоловіком і бульдогом, який вирішив посперечатися на гроші. Першим же своїм ударом псу вдалося кинути і притиснути супротивника до землі. Хоча щелепи собаки були майже закриті намордником, їй вдалося впитися зубами в тіло чоловіка. Якби собаку негайно не відтягнули, вона б розірвала чоловіка на шматки.

## Фізика проти Браммі

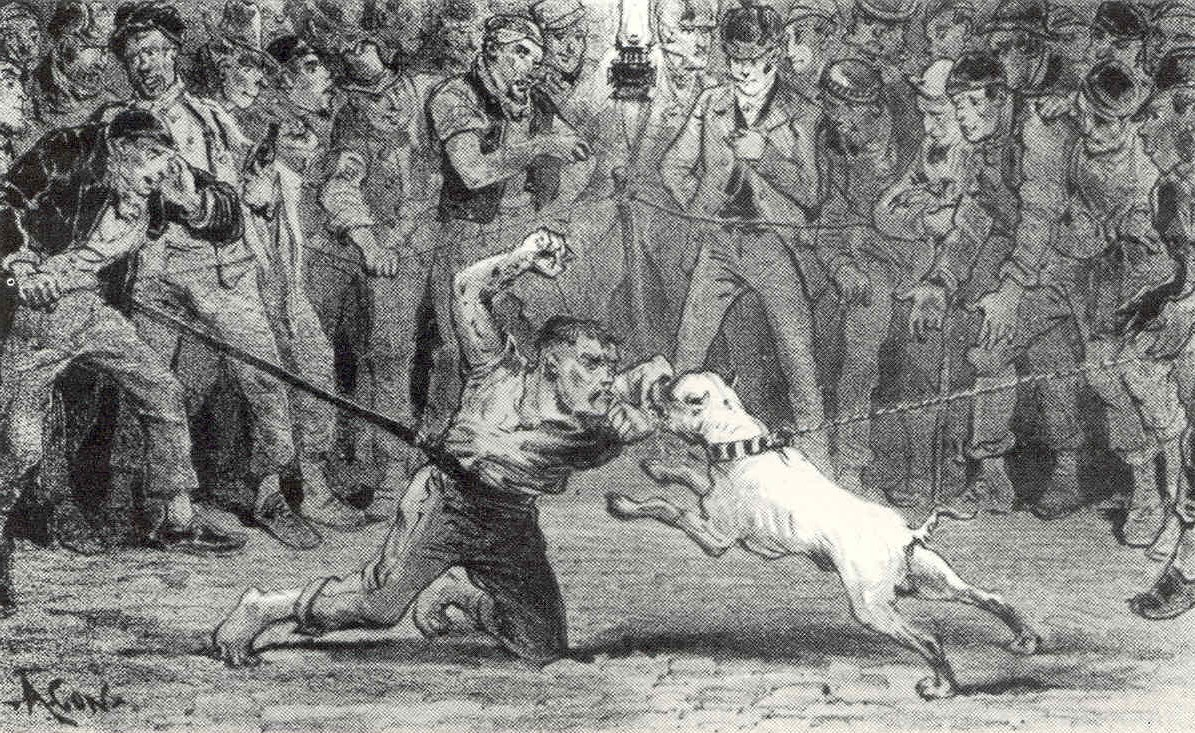
Physic and Brummy, An Evening at Hanley

6 липня 1874 року Daily Telegraph опублікував статтю Джеймса Ґрінвуда, в якій він повідомляв про те, що став свідком бійки між людиною та собакою 25 червня 1874 року. Ґрінвуд переказав цю історію у своїй книзі 1876 року, «Глибини низького життя», у розділі під назвою «У гончарній майстерні». 11 липня 1874 року журнал The Spectator опублікував статтю під назвою «Собачий бій у Генлі», в якій описувалися обставини бійки.
Боєць на ім'я Бруммі був карликом середнього віку, зростом близько 4,5 футів (1,4 м), з великими рисами обличчя і зігнутими ногами. Він, очевидно, погодився битися з собакою на парі, виходячи зі своєї теорії, що жоден собака «не може лизнути людину». Його суперником був білий бульдог на ім'я Фізик. Собака, якого тримав його опікун, очевидно, не гавкав, але був збуджений до такої міри, що з його очей текли сльози. Бій, за яким спостерігали близько 50 глядачів, відбувся у старому готелі в Генлі, Стаффордшир, у великій кімнаті для гостей, вікна якої були зачинені, а підлога вкрита тирсою, а ринг огороджений лінією.
Під час бою Бруммі кілька разів глибоко вкусили за руки, а бульдог отримав кілька сильних ударів по голові та ребрах. Після десяти раундів голова бульдога сильно розпухла, він втратив два зуби, а одне око було закрите. Бій тривав до одинадцятого раунду, коли Бруммі відправив собаку в нокаут.
Про цю історію повідомила The New York Times, яка заявила, що історія, ймовірно, неправдива, хоча відзначила, що Daily Telegraph наполягає на її правдивості.

## Іст-Енд клуб
У 1892 році відбулася ще одна цькування людей між учасником бойових дій Джеймсом Окслі та бійцівським собакою на прізвисько Кріб. Наступне повідомлення взято з тогочасного звіту:
В одному з клубів Іст-Енду відбувся арбіт (бій людини з собакою). Суть поєдинку полягала в тому, що Джеймс Окслі, людина, добре відома в районі Шордіч, повинен був протягом тридцяти хвилин зупинити бійцівського пса на прізвисько «Кріб», що належить Роберту Ґріну. Поєдинок відбувся за кілька метрів від театру «Британія» в Гокстоні і викликав неабиякий інтерес серед тих, хто був у курсі подій. Деякі з відомих людей, які стали причиною цього огидного поєдинку, в інтерв'ю стверджували, що протягом двадцяти однієї хвилини Окслі стримував собаку, використовуючи кулаки. Але в один момент собака зробив відчайдушне зусилля, щоб пройти повз охоронця, перестрибнув через його ліве плече, розвернувся, вчепився в праве вухо чоловіка і потягнув його на землю. Як тільки це стало можливим, собаку задушили, але верхня частина вуха Окслі вже зникла.

## Подальше читання
- Fleig, D. (1996). History of Fighting Dogs, pp. 119–124. T.F.H. Publications. ISBN 0-7938-0498-1ISBN 0-7938-0498-1